# 野口五郎のGORO's CAFE
野口五郎のGORO's CAFE（のぐちごろうのごろうずかふぇ）は、旧岐阜エフエム放送（Radio80）をキーステーションにした、FM AICHI、FMとやま、HELLO FIVEの4局ネットの番組である。放送期間は2008年7月5日〜11月29日。
岐阜県が行う観光誘致の一つで、「熊田曜子の いい旅 ふた旅 ぎふの旅」に継ぐものであり、放送エリアも同じであるが、今回は番組開始と同じ日に全線開通した東海北陸自動車道と関係している。

## パーソナリティ
- 野口五郎（飛騨・美濃観光大使）

## 番組内容
- 野口五郎がオーナーをつとめるカフェに毎週岐阜県に関係する著名人が訪れ、岐阜県の観光などに関するトークを展開。また、FC岐阜や「ぎふ清流国体」の話題も紹介。
- 番組最後には主にJFNの番組パーソナリティからのメッセージが留守番電話の形式で放送される（そうでない場合もある）。

### 出演したゲスト
※太字は岐阜県出身のゲスト。
- 五木ひろし
- 熊田曜子（番組最後のメッセージでもコメントをしている）
- 柴田理恵
- 加藤晴彦
- 黒部進
- 神山征二郎
- 神奈月
- MEGARYU
- 高橋祐月
- 旭道山和泰
- 清水ミチコ
- 高野志穂
- 神田京子
- 平山広行
- 勅使川原郁恵
- 村尾信尚
- 近藤サト

### メッセージで出演
- 船守さちこ
- 山川牧
- トムセン陽子
- 井門宗之
- 森一丁
- 長瀬真
- 大橋俊夫
- 伊津野亮
- 中みつ美
- 八代みなせ（岐阜県出身として）

## 放送時間
- 毎週土曜日
  - Radio80 12：00〜12：25
  - FM AICHI 20：30〜20：55
  - FMとやま 12：30〜12：55
  - HELLO FIVE 12：30〜12：55